# اکسکالیبور الماز
اکسکالیبور الماز (انگلیسی: Excalibur Almaz) شرکت هوافضای بریتانیایی است، که در سال ۲۰۰۵ تأسیس شد.